# Medranda
Medranda – gmina w Hiszpanii, w prowincji Guadalajara, w Kastylii-La Mancha, o powierzchni 11,44 km². W 2011 roku gmina liczyła 98 mieszkańców.